# Legiunea Voluntarilor Români din Italia

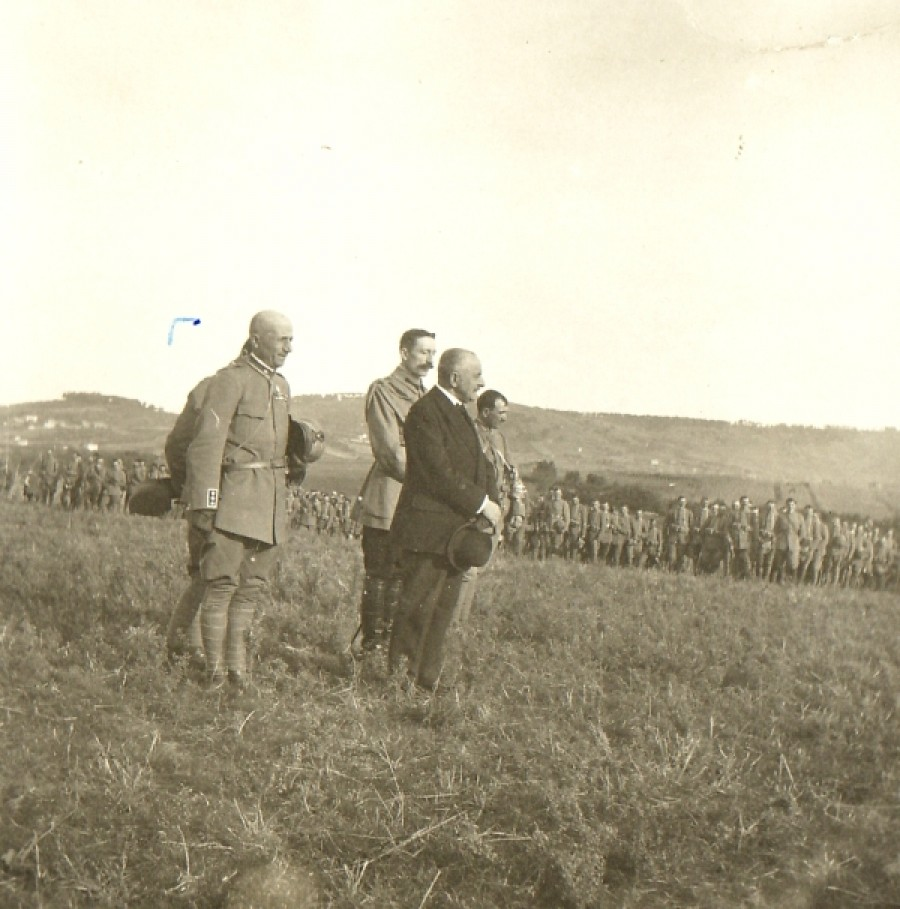
Fotografie a lui Alexandru Emanuel Lahovary, la festivitatea de constituire a Legiunii Române din Italia (08.12.1918)

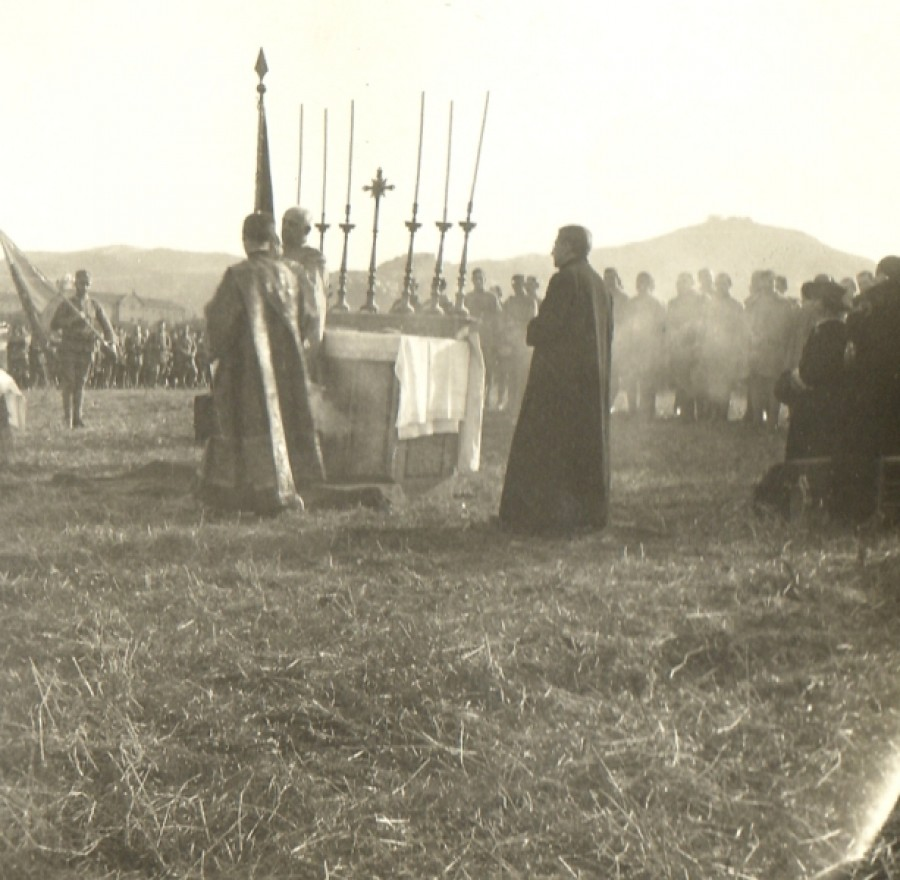
Vasile Lucaciu oficiind slujba sfințirii drapelelor, la festivitatea constituirii Legiunii Române din Italia (05.12.1918).

Legiunea Voluntarilor Români din Italia a fost o mare unitate militară reprezentată de un corp de voluntari de naționalitate română, cu drapel propriu, aflată în Italia în timpul perioadei acesteia de beligeranță din Primul Război Mondial. Voluntarii acestei mari unități au fost selectați din rândurile prizonierilor de război austro-ungari de naționalitate română, aflați pe teritoriul statului italian.
Eforturile diplomatice și politice pentru înființarea Legiunii – parte a unui efort complex de formare a unor asemenea unități în principalele țări beligerante, au durat aproape doi ani și au început din iulie 1916. Aceste eforturi au căpătat consistență în Italia după „Congresul națiunilor asuprite din Austro-Ungaria” desfășurat în aprilie 1918 la Roma, într-o perioadă în care Italia a devenit interesată de demersuri suplimentare pentru a grăbi destrămarea statului Austro-Ungar.
În urma unor cereri de înrolare pentru a lupta împotriva Austro-Ungariei, voluntarii au fost încorporați începând cu luna iulie 1918 în Armata Regală Italiană, pentru a fi încadrați începând din luna octombrie a aceluiași an într-o mare unitate cu specific național. În intervalul iulie-octombrie 1918 s-au format trei companii, iar începând din octombrie până în februarie 1919 trei regimente, cu numele de „Horea”, „Cloșca” și „Crișan”. Echiparea și dotarea unităților și subunităților constituite s-a făcut cu material militar italian.
Doar cele trei subunități formate până în octombrie 1918 au luptat efectiv până la armistițiul din 3 noiembrie 1918. Cu excepția acestora, care la momentul respectiv nu erau formal încadrate Legiunii, singura unitate formată, încadrată și echipată a marii unități a fost Regimentul Nr. 1 „Horea”.
După armistițiul de pe frontul italian, atât datorită dorinței reprezentanților mișcărilor de eliberare românești de pe teritoriul Austro-Ungariei, cât și datorită unor considerente strategice legate de viziunea postbelică a conducătorilor italieni, formarea Legiunii a continuat. După ce însă în anul 1919 România a solicitat întoarcerea din Italia a foștilor prizonieri de război, pe fondul evenimentelor revoluționare din Rusia și din Ungaria, întregul efectiv al Legiunii s-a repatriat în intervalul septembrie – decembrie 1919. Ajunși în România însă, pe fondul suspiciunii că ar fi putut servi ca mijloc de penetrare postbelică italiană în regiunea Dunării, soldații au fost dezarmați și corpul ofițeresc italian repatriat. Totuși, soldații au fost ulterior încorporați în Armata Regală Română și unitățile au fost trimise în Transilvania și Bucovina, o parte dintre acestea participând la operațiile militare pentru apărarea Marii Uniri din perioada 1918-1920.

## Prizonieri de război de naționalitate română din Italia
Soldații austro-ungari de origine română din Transilvania, Banat, Bucovina și Partium nu au fost puțini: se estimează că în perioada 1914-1918 între 400.000 și 600.000 de soldați de origine română au luptat pe diferitele fronturi ale Austro-Ungariei, ceea ce a reprezentat un procent semnificativ dintre etnicii români care au trăit în acele vremuri în Imperiu. Conform unor studii făcute de armata Imperiului Austro-Ungar, devotamentul militarilor de origine română față de interesul statului dualist a fost redus, numai etnicii italienii ai aceluiași imperiu putând concura cu ei pentru un ultimul loc într-un clasament în funcție de numărul de victime determinate de devotamentul pentru stat, la 100 de luptători. De asemenea, în primii 3 ani de lupte din aproximativ 300.000 de dezertori austro-ungari, o jumătate au fost etnici români. Dezertarea și trecerea la inamic au crescut semnificativ ca frecvență pe Frontul de Vest în ultimii 2 ani ai războiului, afectând semnificativ unități militare în ceea ce privește structura acestora și puterea de foc. Uneori aceasta s-a tradus prin defecțiuni ale unor întregi sectoare de front. Este de menționat și că etnicii români au fost informați de către aviația aliată prin lansarea unor foi volante asupra pozițiilor austro-ungare, despre crearea și existența primului Corp al Voluntarilor Români din Rusia precum și despre conținutul Declarației de la Darnița.
Deși primii prizonieri români transilvăneni din Italia au fost documentați încă din iunie 1915, de abia în anul 1916 procentul de prizonieri de război de naționalitate română proveniți din trupele austro-ungare a devenit semnificativ, aceștia fiind concentrați în principal în lagăre din nordul Italiei. Alături de prizonierii de alte naționalități ale Dublei Monarhii, risipiți pe teritoriul italian aceștia au contribuit la o mai bună înțelegere a situației etnice a Imperiului Austro-Ungar.

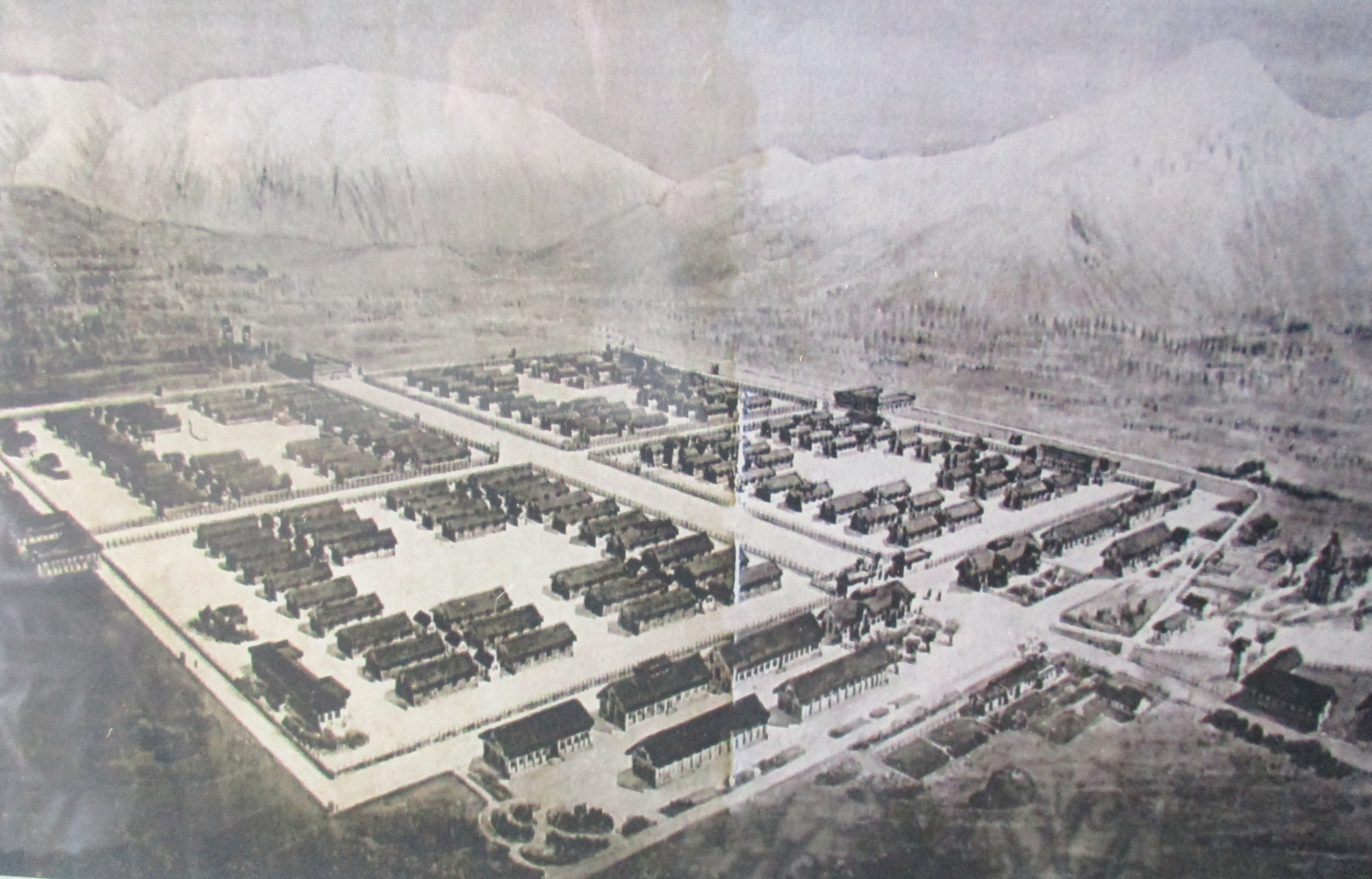
Lagătrul de prizonieri de război de la Avezzano

În mod particular în provincia L'Aquila, unde un puternic cutremur a distrus în 13 ianuarie 1915 drumurile și structurile civile, nevoia de mână de lucru a determinat înființarea la Avezzano a unui lagăr cu 15.000 de prizonieri. De-a lungul timpului, componenta reprezentată de prizonierii de origine română de aici s-a mărit semnificativ, aceștia făcându-și un bun renume și o bună imagine în rândul populației civile. Ușurința cu care cetățenii italieni au putut să comunice cu aceștia în raport cu germanii și maghiarii, precum și spiritul lor de sacrificiu asociat demonstrației de a fi buni lucrători, au dus la apariția respectului locuitorilor față de români. Aceasta a mers până în punctul în care au fost create în mod spontan comitete civile italiene de solidaritate și de asistență, rezervate cetățenilor români și familiilor lor rămase în patrie.

## Demersuri politice și diplomatice

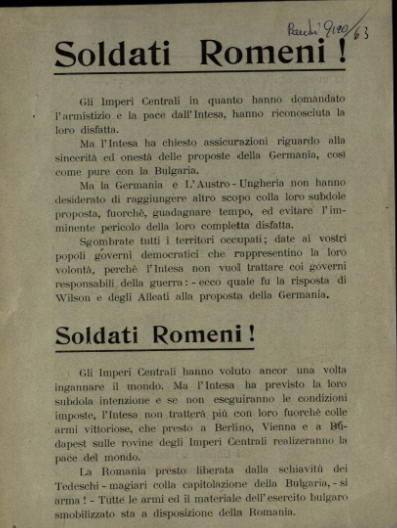
Afiș de propagandă pentru înrolare în Legiune (avers)

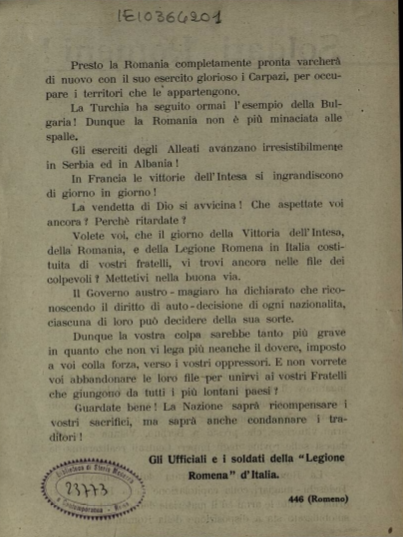
Afiș de propagandă pentru înrolare în Legiune (revers)

### Iulie 1916 - martie 1918
O bună parte dintre prizonierii etnici români, odată cu intrarea României în război de partea Antantei, au dorit să fie înrolați în unități militare naționale de partea aliaților, la fel cum se procedase cu polonezii, cehii, slovacii și iugoslavii din Armata Austro-Ungară.
Activitatea de influențare a factorilor de decizie din Italia a debutat cu memorii trimise guvernului italian, în perioada iulie – august 1916, de către prizonieri de naționalitate română din Italia. Aceste memorii alăturate unor alte inițiative au continuat atât în 1917, cât și în prima jumătate a anului 1918, crescând în intensitate după încheierea armistițiului dintre România și Puterile Centrale și începerea tratativelor de pace.
Dintre reprezentanții autorităților române, cea mai semnificativă activitate au desfășurat-o cei doi ambasadori ai Regatului României în Italia: până în anul 1917 Dimitrie Ghika și după 1917 Alexandru Emanuel Lahovary. În luna august 1917, cu scopul de a întreține și a dezvolta sentimentul național la prizonierii de război români din Italia, personalul Legației Române din Roma a intervenit pe lângă guvernul țării gazdă pentru a obține permisiunea de a înființa un birou cu această destinație. Însuși șeful misiunii diplomatice de la Roma, Alexandru Lahovary, a cerut oficial permisiunea guvernului italian ca „românii să-și facă datoria față de neam”. La aceste demersuri s-au adăugat eforturile de organizare a prizonierilor români întreprinse de doi profesori de la Universitatea din București: transilvăneanul Simion Mândrescu (profesor de limba și literatura germană) și George G. Mironescu. Aceștia au devenit principalii exponenți ai intereselor românești în această direcție.
La sfârșitul iernii 1917-1918, M. Popovici – în calitate de reprezentant al „Comitetului Național al Românilor Subjugați din Monarhia Austro-Ungară” constituit la Odessa la 2 ianuarie 1918 - a sosit în Italia pentru a organiza aici un corp de voluntari. Prin intermediul ambasadorului italian de la Paris, propunerea Comitetului pentru formarea acestui corp a fost remisă guvernului italian, împreună cu recomandarea primului ministru francez Georges Clemenceau de a i se da curs. Cu toate acestea însă, în primăvara anului 1918 generalul-maior Gondrecourt, conducătorul Misiunii Militare Franceze în Italia, era de părere că nu venise încă momentul potrivit pentru rezolvarea creării unor unități formate din etnici români prizonieri de război pe frontul italian, într-un context în care apăruseră deja dificultăți legate de crearea unor unități similare formate din etnici cehi sau iugoslavi, problemă de importanță superioară pentru interesele franceze.

Referitor la cerințele transmise prin intermediul ambasadorul italian de la Paris, în martie 1918 Ministrul de externe al Italiei, Sidney Sonnino, a opinat că
„ar fi în interesul Puterilor Aliate să accepte această cerere”
 de formare de trupe transilvănene destinate să lupte pe frontul italian.
„În acest fel, ar însemna că după încheierea păcii [de la București] drapelul ei [al României] să se afle printre cele ale armatelor Antantei, ceea ce ar avea, printre alte avantaje, pe acela de a încuraja trupele de această naționalitate.”
 La final el a solicitat lui Orlando 
„să dispună urgentarea separării în tabere speciale a prizonierilor de naționalitate română și formarea de corpuri speciale”
  Deși italienii au fost de acord cu separarea prizonierilor de război români de cei maghiari sau germani, precum și cu constituirea unor unități naționale cu drapel propriu, nu au fost de acord cu folosirea acestora pe front.

### Primul Congres al națiunilor asuprite din Austro-Ungaria
În sprijinul acestei idei a venit proiectul de organizare în 1917, mai întâi la Stockholm și apoi la Lausanne a primului „Congres al națiunilor asuprite din Austro-Ungaria”, proiect ale cărui lucrări au fost ulterior continuate la Paris în februarie 1918, Londra și Roma. În urma derulării acestui proiect, activitățile emigraților cehoslovaci, sârbi, polonezi și români au devenit coordonate, în sensul determinării atât a factorilor decizionali ai Antantei de „a-și modela corespunzător atitudinea față de situația prizonierilor de război”, cât și în sensul susținerii destrămării de facto a Dublei Monarhii. Pentru a-l determina pe ministrul de externe italian (baronul Sidney Sonnino) să nu se mai împotrivească destrămării Austro-Ungariei, locul final de desfășurare a lucrărilor congresului a fost ales la Roma, acestea deschizându-se la data de 8 aprilie 1918 sub președinția senatorului italian Francesco Ruffini.
Delegația care a reprezentat mișcarea unionistă română (în care România a fost reprezentată prin senatorii Mironescu și Drăghicescu alături de deputatul Lupu) a fost condusă de profesorul G. G. Mironescu. În acest cadru, delegații transilvăneni aflați la Congres au înființat o comisie dedicată eliberării prizonierilor români din Italia și formării unei Legiuni române. Un sprijin suplimentar în încercarea de convingere a guvernul italian, a primit profesorul Simion Mândrescu din partea deputatului francez Henry Franklin-Bouillon (aflat în delegația care a reprezentat Franța la Congres) și a lui Albert Thomas, ministrul francez al Armamentului, iar George G. Mironescu a făcut un turneu prealabil prin lagărele de prizonieri pentru a sonda terenul.
Este de remarcat că acest congres a convenit și autorităților italiene, interesate de demersurile făcute pentru o înfrângere mai rapidă a Austro-Ungariei. Mass-media tipărită a fost larg reprezentată, invitată fiind pentru a demonstra autenticitatea discuțiilor, demersurilor și măsurilor care ar fi urmat să fie luate. Alături de aceasta au fost invitați și luptători de pe teatrul de război balcanic. Congresul s-a încheiat cu adoptarea unei rezoluții într-o atmosferă de mare entuziasm, rezoluție care a fost adusă în atenția lui V. E. Orlando, președintele Consiliului de Miniștri italian. Acesta a promis reprezentanților minorităților din Austro-Ungaria sprijinul guvernului său, pentru a obține independența și a se elibera de dominația străină. Pe 11 aprilie 1918, în primirea pe care a făcut-o delegațiilor națiunilor participante la congres după încheierea acestuia, primul ministru italian a precizat astfel că „Italia consideră cauza lor ca pe a ei însăși”.
Unul dintre pilonii acestei inițiative a fost acela de a implica în luptă în mod organizat împotriva statului ai cărui cetățeni încă mai erau, prizonierii de război austro-ungari. La sfârșitul aceleiași luni, primul ministru italian a remis generalului Armando Diaz, comandant suprem al Armatei Italiene, recomandarea de a recruta prizonieri austro-ungari aparținând naționalităților oprimate de Austro-Ungaria și de a organiza prompt unități formate din aceștia.

## Începuturile

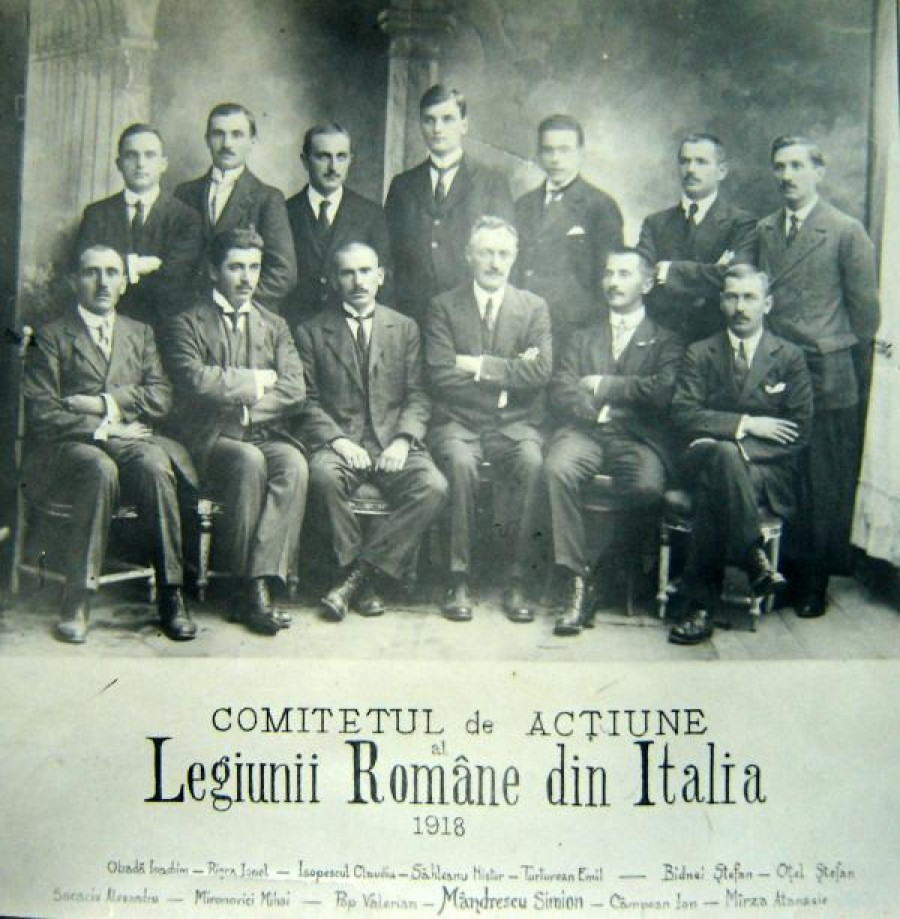
Fotografie a Comitetului de Acțiune al Legiunii Române din Italia

La începutul lunii aprilie 1918, un grup de 22 de ofițeri de naționalitate română aflați în lagărul de la Cassino, organizați într-un „grup de acțiune”, au trimis un apel către delegații români de la „Conferința Naționalităților Subjugate din teritoriile Austro-Ungare”. La acel moment, printre prizonierii de naționalitate română ai Armatei Italiene erau 108 ofițeri și 26 de aspiranți gradați (repartizați în 23 de lagăre) și 17.504 soldați (din care 124 în Albania) repartizați în 50 de lagăre, cei mai mulți fiind în lagărele de la Cittaducale, Cavarzere și Avezzano (unde de altfel a și debutat organizarea de unități românești).
La 7 mai 1918, comisia pentru prizonierii de război a Ministerul de Război italian (Commissione per i prigionieri di guerra) a decis reunirea unui număr de ofițeri transilvăneni pentru a se constitui în embrionul viitoarei Legiuni și a fi instruiți special în vederea constituirii viitoarelor unități românești. În urma unei intervenții a profesorului Mândrescu pe lângă președintele Consiliului de Miniștri al Italiei, acesta a fost de acord ca toți ofițerii români, foști prizonieri de război care se aflau în Italia, să fie concentrați la Cittaducale (concentrare care a durat 1 lună). Același Mândrescu a intervenit și pentru soldați, astfel că aceștia, cu ajutorul Ministrului de Externe Sidney Sonnino și al generalului Singardi, au fost transferați la Fonte d’Amore, Urbia și Terrasini. O clădire din Cittaducale a fost obținută de către președintele „Societății românilor transilvăneni și bucovineni” pentru a servi în scopul trierii voluntarilor români, astfel că în perioada imediat următoare grupul de ofițeri de la Cassino, împreună cu alții (în număr total de 84 la data de 20 mai), s-au adunat acolo, fiind desemnați de către italieni să servească drept nucleu al viitoarelor unități militare românești. Grupul de ofițeri și aspiranți și-a organizat un organ de propagandă și a scos un ziar numit „Corpul ofițeresc de la Cittaducale”, precum și o carte poștală color pentru a fi difuzată soldaților. Acești ofițeri au mers prin alte lagăre pentru a face propagandă în vederea înrolării a cât mai multor oameni în viitoarea legiune.

Clemenceau i-a indicat lui Gondrecourt să intervină în continuare la guvernul italian în ceea ce privește recrutarea voluntarilor ardeleni, dar cu rezerva de a nu aduce atingere interesului superior al francezilor de a fi recrutați pentru lupta împotriva Puterilor Centrale, cehi sau iugoslavi. În iunie 1918 s-a constituit la Cittaducale un Comitet de acțiune al românilor din Transilvania, Banat și Bucovina cu sediul la Roma (prezidat de profesorul Mândrescu), cu scopul de a face propagandă unionistă și de a organiza în legiuni pe toți românii din Austro-Ungaria care se găseau în țările aliate. Procesul-verbal încheiat cu această ocazie a conținut următoarele 
„Subsemnații aleși și împuterniciți fiind din partea românilor transilvăneni, bănățeni și bucovineni aflători în Italia, ca să facem  „Comitetul de acțiune” ne-am constituit în modul următor: președinte dl. profesor universitar Simion Mândrescu, vicepreședinte dl. dr. Atanasiu Mârza, și dl. Valer Pop, secretar dl. Ioan Rîșca, casier Mihai Mironovici, iar ca delegat la Padova dl. Aron Cortuș; membri Zaharia Barbu, Ștefan Bidnei, dr. Ion Cimpoian, Claudia Isopescul, Ioachim Obadț, Stefan Oțel, dr. Alex. Socaciu, Nistor Săhleanu, dr. Tit Livia Trif si Emil Turtureanu”
Reprezentanții Comitetului au fost trimiși pentru a susține aceste deziderate la Washington, Londra și Paris. Guvernul italian a recunoscut ulterior acest Comitet, ca fiind singurul reprezentant al prizonierilor de naționalitate română din Peninsulă.
Primii zece ofițeri (printre care s-au aflat locotenentul Emilian Piso și sublocotenenții Cotuțiu Emil, Hosu Romulus, Vancea Victor) au fost trimiși pe front la 4 iunie 1918, chiar înainte de Bătălia de la Piave, fiind atașați Serviciului de informații al Armatei a II-a ca ofițeri de informații. Scopul lor a fost acela de a organiza din prizonieri etnici români aflați în zona frontului, unități combatante. La începutul lunii iulie 1918, primul ministru italian a aprobat constituirea unei legiuni române, iar în aceeași lună ministrul de război Leonida Bisolatti a dat dispoziție ca ofițerii prizonieri români din Cittaducale, care făcuseră cereri de înrolare, să fie eliberați, echipați cu uniformă italiană cu insignele Legiunii Române – tricolorul român orizontal - și încorporați în Armata Italiană, pentru a fi utilizați în subordinea serviciilor de informații. Eficacitatea pe front din punct de vedere propagandistic a ofițerilor vorbitori a subdialectelor transilvănene a fost mult mai puternică decât cea a italienilor știutori de limbă română sau a românilor din Regatul României, astfel că spre sfârșitul lunii august, generalul Pietro Badoglio a solicitat lagărului de muncă din Cavarzere 80 de militari.

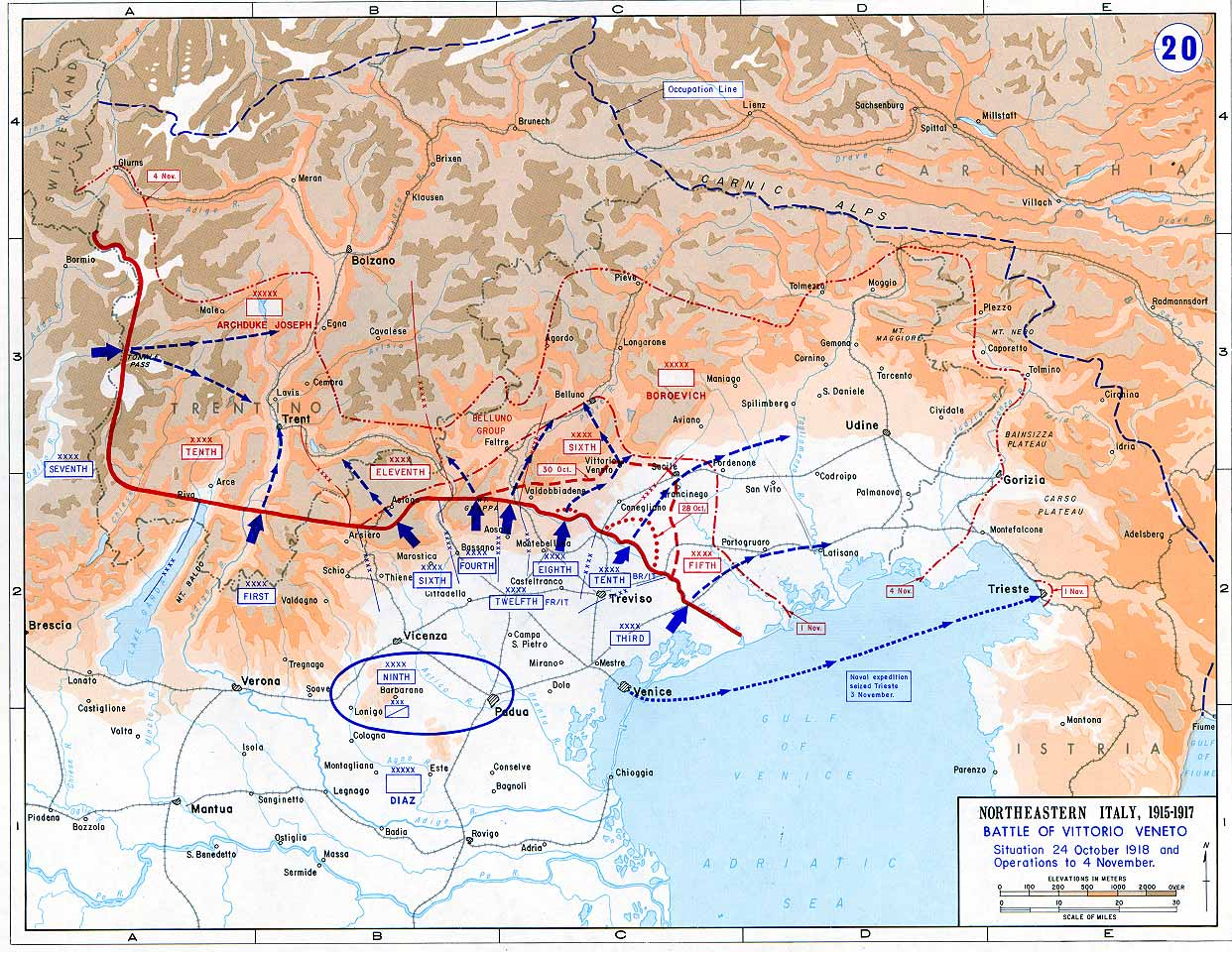
Frontul Italian în 1918 și Bătălia de la Vittorio Veneto.

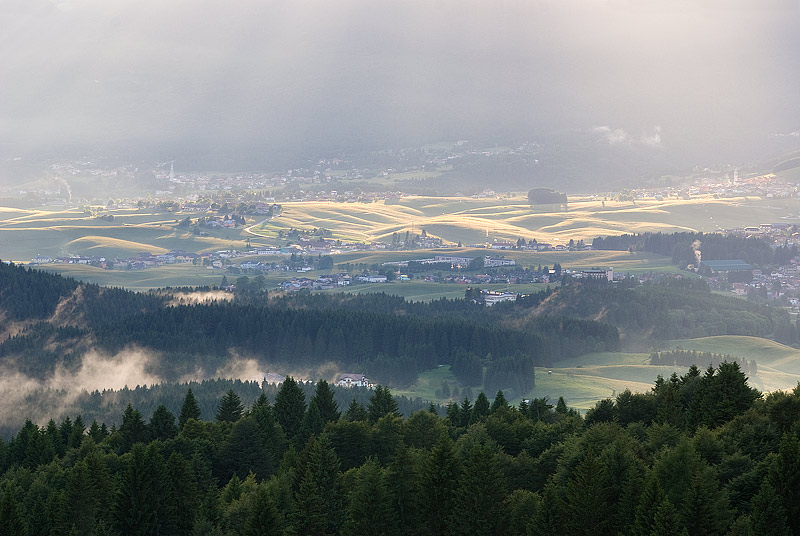
Panoramă a comunei Asiago

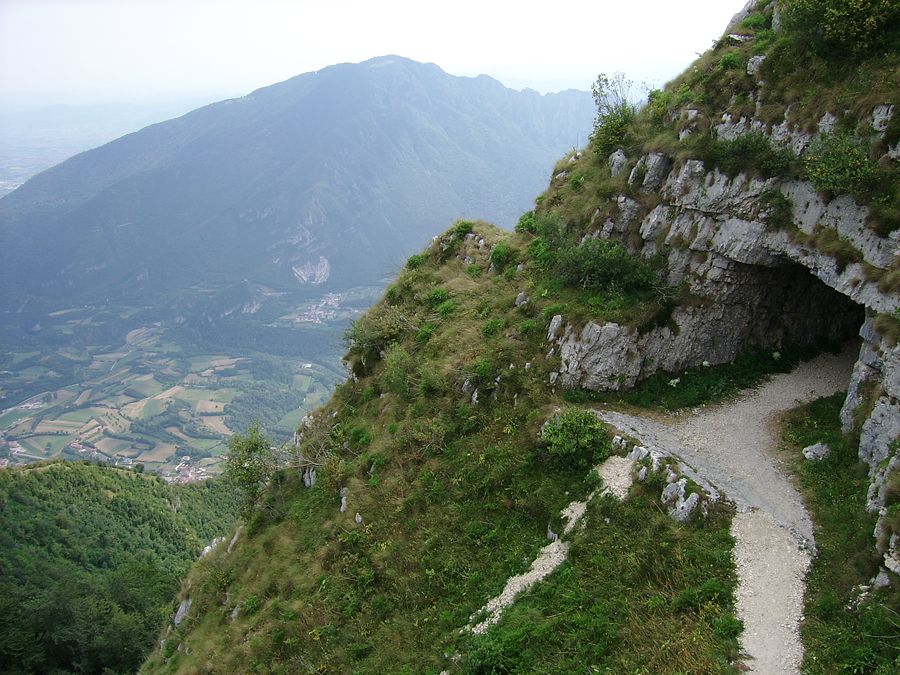
Fortificație de pe Monte Cengio

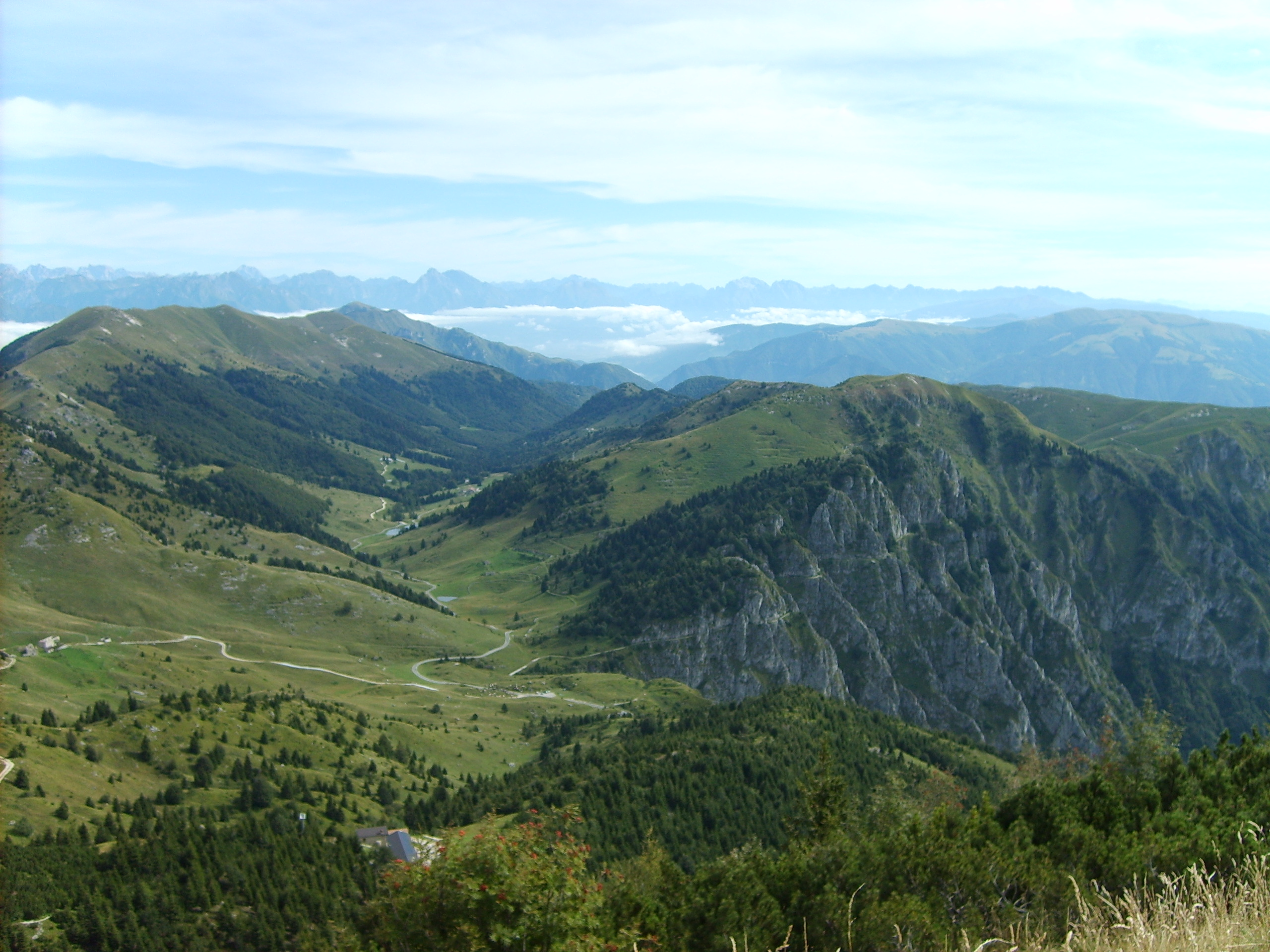
Vedere de pe vârful Monte Grappa către Alpi și Dolomiți

Pe frontul italian au intrat în luptă în luna iulie trei companii române (cu un total de 13 ofițeri și 830 de militari) cunoscute sub denumirea de „Alpini” (vânători de munte). Aceste trei companii au fost singurele unități de români care au participat la luptele de pe frontul din Peninsulă.:
- Compania I, cu un efectiv de 250 de luptători, a fost integrată Diviziei 52 de asalt din Armata a VIII-a italiană (comandată de generalul Casiglia[32]). Soldații ei s-au distins în luptele de la Montello și Vittorio Veneto.[21] La 28 iulie 1918, la Ponte di Brenta (lângă Padova), prima companie de alpini români a sărbătorit primirea drapelului în sunetul fanfarei italiene care în mod simbolic a intonat „Deșteaptă-te române”.[33] Comandant al acestei subunități a fost numit locotenentul Emilian Piso.[20]
- Compania a II-a a fost integrată Armatei a V-a italiană. Plutoanele 1 și 2 au participat la luptă, alături de Divizia a 2-a franceză, la Sisemoled și Valbella, plutonul 3 a luptat alături de Armata I-a la Cimone, iar plutonul 4 a servit în misiuni de propagandă.[21] (conform unei alte surse, din această companie 2 plutoane au luptat alături de Divizia a 11-a franceză la Sisemoled și Valbella,[34] iar celelalte 2 alături de Divizia 46 engleză în luptele de la Asiago și Monte Cengio[35]).
- Compania a III-a a fost integrată Armatei a IV-a italiene și s-a distins la Monte Grappa[21] în cea de-a treia bătălie.[5]

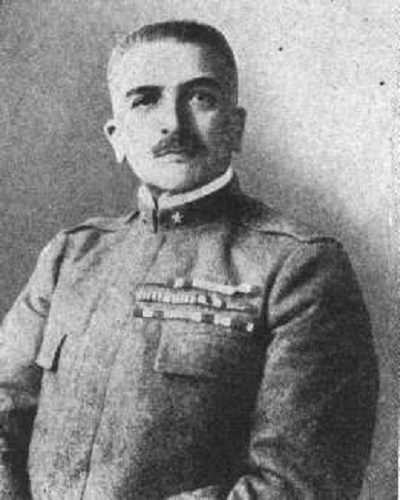
Mareșalul Armando Diaz, șeful Statului Major General al Armatei Italiei

La 2 iulie 1918, bazându-se pe efectul concret al participării primelor unități de voluntari la victoriile trupelor italiene, un memoriu care solicita urgentarea Legiunii ca unitate de sine stătătoare a fost remis de către Comitetul de acțiune președintelui Consiliului de Miniștri al Italiei. Semnale similare au venit și dinspre Legația Italiei din România, iar la 18 august guvernul României a intervenit în același sens pe lângă autoritățile din Peninsulă.
O serie de contradicții care au avut ca sursă participarea în cadrul viitoarei Legiuni și a unor români din Regat, au determinat manifestarea unor disensiuni semnificative în rândul reprezentanților emigrației și ai Guvernului României din Franța și Italia, în cursul lunilor iunie-august 1918. Aceste contradicții s-au alăturat atât concepțiilor politicii externe Italiene (al cărei ministru încă nu admitea dezmembrarea Austro-Ungariei și se opunea formării Legiunii) cât și disensiunilor franco-italiene. De-abia la sfârșitul lunii august, în contextul susținerii de către mareșallul Diaz, de către miniștrii Zupelli și Bisolatti, precum și de către generalii Cadorna și Badoglio, opoziția ministrului de externe italian a cedat și acesta a declarat că nu se mai opune formării Legiunii Române și că renunță la ideea excluderii de la aceasta a românilor din Regat.

## Organizarea și încadrarea Legiunii

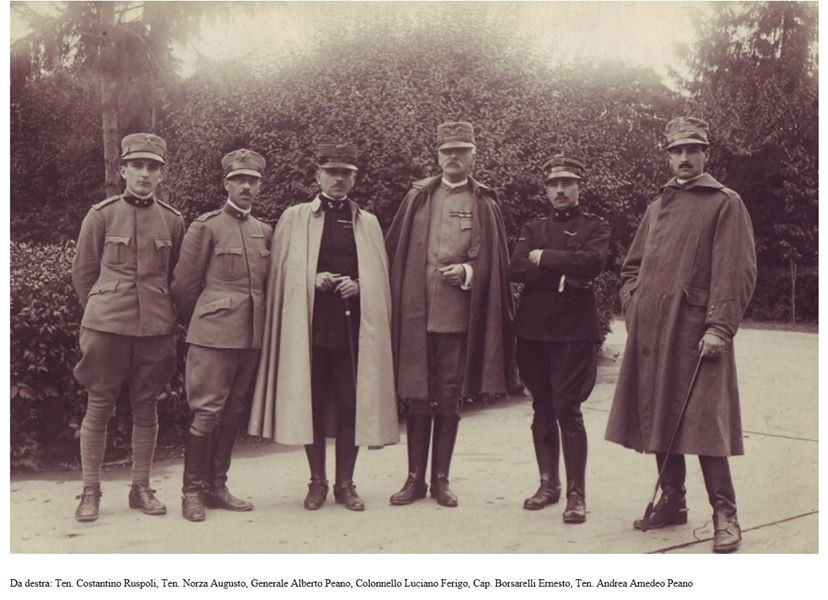
Printre ofițerii Misiunii Militare Italiene din România, al treilea de la stânga la dreapta este Luciano Ferigo (pe atunci colonel), viitor general și comandant începând din 1918 al Legiunii (fotografie din 1917)

### Organizare
Pe 15 octombrie 1918, în urma aprobării ministrului de război Zupelli, guvernul italian a emis decretul oficial de înființare a unei Legiuni românești (în italiană Legione Romena), care să lupte alături de trupele italiene pe teatrul de război din peninsulă. În funcția de comandant al Legiunii a fost numit generalul de brigadă cavaler Luciano Ferigo, care fusese în timpul războiului atașat militar al Italiei în România și era căsătorit cu o româncă. Militarilor înrolați în Legiunea Română, organizați în trei regimente, li s-au echivalat gradele cu cele corespunzătoare din Armata Regală Italiană. Partea sedentară a marii unități, sub comanda colonelului Camillo Ferraioli, a fost stabilită la Albano Laziale, iar tabăra de bază în lagărul de la Avezzano.
Primul regiment al Legiunii, denumit simbolic „Horea” (cu 80 de ofițeri și 2.600 de soldați), s-a format la mijlocul lunii octombrie 1918 și a avut garnizoana în fortul Pietralata. Înrolarea a continuat ulterior în lagărele Avezzano, Albano Laziale și Cittaducale.

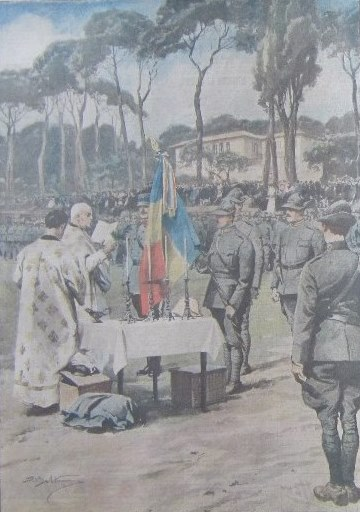
Soldații români din Regimentul 3 „Crișan”, la ceremonia de depunere a jurământului militar de pe 26 ianuarie 1919 din Piața Sena din Roma

Constantin Gomboș în „Dacoromania” afirmă prezența de facto pe front în preajma armistițiului, a încă unui pluton de voluntari, afirmație susținută de către Gorge Coroamă în „Siamo de novo Insieme”. Primul detașament al noii legiuni a intrat în dispozitivul de luptă de pe front la data de 24 octombrie 1918, pentru a lupta până pe 3 noiembrie 1918, data încheierii armistițiului dintre Antantă și Austro-Ungaria, în cadrul bătăliei de la Vittorio Veneto. În condițiile în care războiul se terminase dar pacea era încă departe, soldații au continuat să fie încadrați, echipați și antrenați. În concepția liderilor mișcării naționale românești, acești soldați care urmau să se întoarcă în Transilvania pentru a reprezenta o forță militară de ocupare a teritoriului, ar fi urmat să ofere o legitimitate suplimentară pentru aspirațiile autorităților române.
După 13 noiembrie 1918 au fost transferați în legiune și cei 830 de „Alpini” (vânători de munte) români, care au fost transportați la Avezzano (la Albano Laziale după altă sursă). Din aceștia s-a format, după încetarea ostilităților în ianuarie 1918, un al doilea regiment, denumit „Cloșca”, iar după o lună și cel de-al treilea, denumit „Crișan”. Primele regimente care au depus jurământul, angajându-se la apărarea suveranității României Mari, au fost Regimentele 1 și 2 la Marino pe 5 decembrie 1918, respectiv în piața Sena din Roma pe 26 ianuarie 1919.
În „Buletinul Cercului de studii al istoriei poștale din Ardeal, Banat și Bucovina”, Dan-Simion Grecu susține formarea în prima perioadă a anului 1919 a unui al patrulea regiment, cu numele de „Avram Iancu”.
Este de remarcat așadar că la momentul încetării ostilităților, o Legiune românească nu exista în adevăratul sens al cuvântului, aceasta fiind încă în curs de formare.

### Încadrare
Unitățile și subunitățile constituite au fost echipate și dotate cu material italian. Fiecare dintre batalioanele noii legiuni a fost format din 3 companii de pușcași, 1 companie de mitraliere, un corp de geniști și unul de grenadieri. Fiecare companie de pușcași a fost formată din 4 plutoane și o secțiune de mitraliere ușoare, cu un total de 5 ofițeri și 178 de soldați. Corpul de comandă a fost constituit de către ofițeri superior italieni, voluntari ofițeri și subofițeri români. Regimentul 1 „Horea” a avut în dotare câte două mitraliere grele de fiecare companie și câte patru aruncătoare de mine de fiecare batalion.

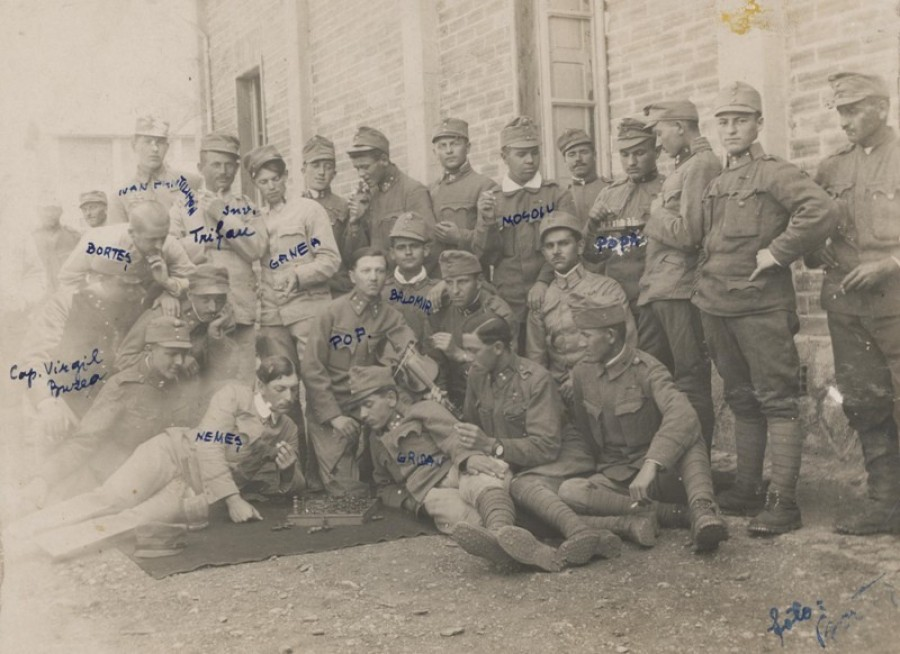
Militari din Legiunea Română din Italia

Au cerut să facă parte din Legiune 36.712 de soldați și 525 de ofițeri (dintr-un total de 60.000 de prizonieri de război de origine română. Dintre ofițeri, unul a fost colonel, 5 au fost maiori, 32 căpitani, 97 locotenenți, 294 sublocotenenți și 96 aspiranți.
Educația făcută voluntarilor încadrați în noile unități, a pus accent pe dezvoltarea conștiinței naționale românești și pe dragostea pentru țara lor, care urma să fie România, țară pe care mulți nu o știau decât prin intermediul propagandei ostile a Austro-Ungariei. De asemenea, această educație a urmărit să elimine neîncrederea în noul aliat italian, precum și dificultățile de comunicare cu alți soldați din celelalte regiuni istorice românești. Singura limbă folosită în serviciul militar a fost româna. Ofițerii de origine română au avut un program complex de formare, care a inclus printre altele și studiul limbii italiene.
În decembrie 1918 pentru ofițerii și subofițerii români care activau ca voluntari în Legiune, a fost redactat de către Petre Ugliș un „Regulament de manevră și luptă al infanteriei române”. Cele mai multe dintre comenzi au fost prezentate atât în limba română cât și în limba germană, pentru ca foștii ofițeri care activaseră în armata austro-ungară să le recunoască mai ușor. Regulamentul a fost tipărit la Roma în tipografia Academiei Regale dei Lincei și a avut 8 secțiuni: „Definiții”; „Instrucția individuală”, „Plutonul”, „Compania”, “Batalionul”, „Modul de prezentare”, “Scrima cu arma” și „Gimnastica”.

## Plecarea din Italia și integrarea în Armata Română

### Plecarea
După armistițiul de la Villa Giusti, politicianul conservator român Take Ionescu a sugerat ambasadorului Italiei la Paris, Lelio Bonin-Longare, ca Legiunea Română să fie trimisă în ținuturile românești aflate încă în componența Ungariei, eventual spre a fi subordonată structurilor românești locale de guvernământ. Motivând că trebuie să facă față evenimentelor din Rusia bolșevică precum și atitudinii ostile a Ungariei lui Béla Kun, România a solicitat întoarcerea din Italia a foștilor prizonieri de război, etnici români. În noiembrie 1918 Profesorul Mândrescu a cerut italienilor ca Legiunea Română să fie lăsată să plece în uniformă militară și cu armamentul din dotare. Statul Major General al Armatei Italiene a încuviințat aceasta, astfel că unitățile au început să plece însoțite de ofițeri italieni.
Regimentul 1 „Horea” a plecat din gara Marino în ianuarie 1919 către Taranto, pentru a fi îmbarcat la 3 februarie 1919 cu destinația Constanța pe vasele „Regina d'Italia” și „Meran”. Regimentul 2 „Cloșca” a plecat din Italia îmbarcat în martie 1919 pe vasul „Nippon”.

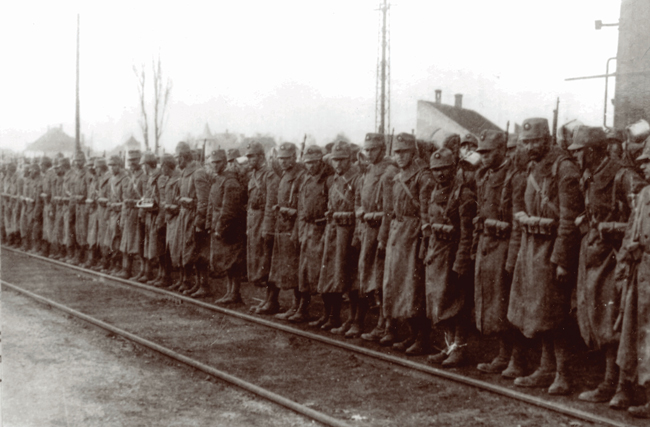
Voluntari ai Legiunii Române din Italia, sosiți în țară la Sibiu în 1919

În luna martie 1919, Legiunea a fost reorganizată în patru batalioane de marș (19, 20, 21, 22), care au existat în Italia până la data de 31 august 1919, când au fost desființate. Astfel, Regimentul 3 „Crișan” a părăsit peninsula în aprilie 1919, iar ultimul transport semnificativ de trupe (1800 persoane) a părăsit Taranto la 19 mai 1919, fiind îmbarcat tot pe „Nippon”. Mici detașamente au rămas în Italia până la sfârșitul anului 1919, ultimii soldați ai acestora plecând în decembrie, pentru a sosi în România la 2 ianuarie 1920 și a se integra în Armata Regală Română.
Ajunse în România, ultimele batalioane de voluntari români au fost trecute în revistă de regele Ferdinand I, „trezind entuziasmul tuturor autorităților și al cetățenilor pentru excelenta condiție fizică a soldaților, pentru echipamentul complet și pentru disciplina ireproșabilă.”

### Dificultăți politice și diplomatice
Într-o notă trimisă de Legația română de la Paris pe data de 14 noiembrie 1918, în contextul unor puncte de vedere republicane care erau atribuite lui Vasile Lucaciu, s-a sugerat Guvernului român aflat la Iași să intervină la Roma pentru a pune piedici lui Lucaciu, astfel încât acesta să nu pornească împreună cu Legiunea, spre Transilvania. Aceeași sugestie a fost făcută și ambasadorului român din capitala Italiei.
Alte dificultăți legate de întoarcerea soldaților în viitoarea lor patrie, au fost legate de suspiciunea că Legiunea română ar fi putut servi, la sfârșitul războiului, ca mijloc de penetrare italiană în regiunea Dunării. Situația a fost confuză, într-un context în care chiar românii prin intermediul unor membri marcanți ai lor cum a fost Vasile Lucaciu, au insistat pentru urgentarea formării Legiunii, care ar fi urmat să fie repatriată pentru a lupta în Transilvania.
Vezi explicații asociate acestui subiect la Convenția militară de la Belgrad din 13 noiembrie 1918#Preambul
Ministrul italian de la București – baronul Fasciotti, a sugerat ca Legiunea română să nu debarce la Constanța, în contextul în care Dobrogea era în mâinile francezilor, ci la Galați, pentru a preda trupele în mâinile oficialilor români. Ajunși în România însă, deoarece Armata Română nu a avut încredere în ei, legionarii au fost dezarmați și oficialii italieni au fost repatriați. Aceste acte au fost determinate atât de comunicarea defectuoasă între autoritățile politice și militare și reprezentanții italieni de la București, cât și de puternica animozitate franco-italiană, într-un context în care Franța penetrase puternic economic și militar Regatul României.
Trecând în revistă pe legionari, Regele Ferdinand a remarcat „excelenta condiție fizică a soldaților, echipamentul complet și disciplina ireproșabilă” și ca mulțumire, a transmis generalului Ferigo o scrisoare pentru că „a redat patriei române splendizi soldați, și excelenți cetățeni". Respectiva trecere în revistă de către Rege a legionarilor români a fost însă și un nou prilej de dificultăți. Ar fi fost de așteptat ca trupele, care fuseseră încadrate, instruite și însoțite pe drumul de întoarcere de ofițeri italieni, să participe la paradă împreună cu aceștia. Oficialii români nu au fost însă de acord, afirmând că italienii ar fi trebuit să rămână acasă la ei în Peninsulă, dat fiind pericolul unor confruntări cu formațiuni bolșevice și iredentiste maghiare. Poziția adoptată de români a fost rău primită de ministrul italian de război Cavaglia, ceea ce l-a determinat pe Primul Ministru Orlando să concluzioneze succint că „beneficiile nu sunt pentru cei care nu le doresc”. Istoria legionarilor români din Italia s-a terminat așadar cu un incident diplomatic.

### Integrarea
După sosirea în România, regimentele Legiunii au fost integrate în Armata Română și trimise în Transilvania și Bucovina. Regimentul l „Horea” s-a stabilit în garnizoana Deva și a fost pus la dispoziția Consiliului Dirigent al Transilvaniei. O parte din „alpinii” din Italia s-au instalat la Zalău, după mutarea liniei de demarcație.
O parte dintre voluntari au participat la acțiunile militare din Campania anului 1919 din Transilvania și Ungaria. Ulterior, Regimentele 2 și 3 au fost demobilizate în anul 1920, iar Regimentul 1 „Horea” a fost transformat în 1919 în Regimentul 97 Infanterie cu garnizoana în Odorheiu Secuiesc.

## Recunoașteri
Soldații români și-au adus contribuția la victoriile armatelor italiene împotriva Armatei Austro-Ungare la Montello, Vittorio Veneto, Sisemolet, Piave, Cimone, Monte Grappa, Nervesa, Ponte Delle Alpi.
La 22 noiembrie 1918, militarii Companiei 1 Române au fost decorați de către comandantul Armatei a 8-a italiene cu „Crucea de Merit de război”. Alți voluntari români au primit alte decorații, printre care „Medalia de argint” și „Medalia de bronz”. Tuturor românilor combatanți în Italia le-a fost conferită „Bareta Italia”, pentru a fi atașată Crucii Comemorative a Războiului 1916-1918.
La Rovereto, în nordul Italiei, există un monument comemorativ în amintirea soldaților Legiunii.

## Lecturăsuplimentară
- Dumitru Zaharia (editor) (2019). Legiunea Română din Italia. București: Editura Militară. ISBN 978-973-32-1122-8.